# M-604
La M-604 es una carretera de la Red Secundaria de la Comunidad de Madrid (España). Con una longitud de 48,527 km, une la carretera segoviana SG-615 en el Puerto de Cotos con Lozoyuela-Navas-Sieteiglesias.

## Historia
Corresponde al tramo en la provincia de Madrid de la antigua carretera comarcal  C-604 , que unía el Puerto de Navacerrada con Lozoyuela. Al transferirse las carreteras a las comunidades autónomas, se dividió en  SG-615  en su tramo segoviano y M-604 en su tramo madrileño.
En los últimos años, se han realizado diversas mejoras en seguridad y comodidad. Estas obras son especialmente relevantes, ya que en invierno la zona sufre los efectos de las nevadas en la Sierra de Guadarrama.

## Trayecto
Esta carretera recorre los municipios de Alameda del Valle, Garganta de los Montes, Gargantilla del Lozoya y Pinilla de Buitrago, Lozoya, Lozoyuela-Navas-Sieteiglesias, Pinilla del Valle y Rascafría.
A su llegada a la provincia de Segovia en el puerto de Cotos, el recorrido es retomado por la SG-615 y se desprende un vial hasta la Valdesquí.

## Tráfico
Las cifras de intensidad media diaria (vehículos diarios) que se han registrado en 2023 se detallan en la tabla adjunta:
| KM     | Intensidad media diaria | % Vehículos pesados | Ubicación del P.K. de medición              |
| ------ | ----------------------- | ------------------- | ------------------------------------------- |
| 0,600  | 3550                    | 11,13               | Entre las intersecciones con A-1 y M-629    |
| 10,800 | 2081                    | 5,14                | Entre la intersección con M-629 y Rascafría |
| 29,600 | 631                     | 7,83                | Entre Rascafría y la intersección con M-601 |